# Тужилки
Тужилки — деревня Спешнево-Ивановского сельсовета Данковского района Липецкой области.

## География
Тужилки находится рядом с автомобильной дорогой 42К-122. В деревне имеется одна улица — Мира, через Тужилки проходит просёлочная дорога, имеются пруды.

## Население
| 2010 |
| ---- |
| 55   |

Население деревни а 2009 году составлял 58 человек (28 дворов), в 2015 году — 48 человек.